# سیارک ۲۱۲۸
سیارک ۲۱۲۸ (به انگلیسی: 2128 Wetherill، نامگذاری:1973SB) دو هزار و صد و بیست و هشتمین سیارک کشف شده‌است که در ۲۶ سپتامبر ۱۹۷۳ کشف شد.
قدر مطلق سیارک برابر ۱۳٫۶۰ است.